# Fokker E.II
Fokker E.II – niemiecki samolot myśliwski z okresu I wojny światowej.

## Opis ogólny
Fokker E.II (znany także jako Fokker M.14) to drugi z serii jednopłatowych myśliwców niemieckich firmy Fokker (Eindecker, czyli „jednopłatowiec”) użytych podczas I wojny światowej, który posiadał karabin maszynowy zsynchronizowany z obrotami śmigła. Ponieważ technologia ta była w momencie wejścia E.II do służby niedostępna dla lotnictwa państw Ententy, a jej użycie znacznie podnosiło łatwość i celność prowadzenia ognia z broni pokładowej, jednopłatowe Fokkery (E.I, E.II, E.III, E.IV) stały się jednymi z najbardziej znanych myśliwców I wojny światowej.

## Projekt i rozwój
Po wprowadzeniu do służby pierwszych Fokkerów E.I dosyć szybko okazało się, że zainstalowany na nich 80-konny silnik Oberursel U.0, powstały na licencji francuskiego silnika Gnôme, ma dalece niewystarczającą moc. W związku z tym już w czerwcu 1915 konstruktor holenderski Anton Fokker zaprezentował niemieckiemu dowództwu (w tym księciu Wilhelmowi) kolejną wersję jednopłatowego myśliwca, tym razem wyposażoną w 100-konny silnik rotacyjny Oberursel U.I. Pokaz ten odbył się najpierw 15 czerwca 1915 na lotnisku 5. Armii, a potem 23 i 24 czerwca samolot był prezentowany dowództwu 6. Armii na lotnisku w Douai. Fokker był tak pewien znakomitych własności swego samolotu, że podczas pokazów sam szukał wrogich samolotów, które mógłby zaatakować – bez skutku.
Poza wprowadzeniem mocniejszego silnika konstrukcja samolotu pozostała praktycznie taka sama jak w Fokkerze E.I. Jedynymi dodatkowymi zmianami, jakie wprowadzono, było powiększenie wielkości zbiornika paliwa (E.II mógł zabrać 66 kg, w sytuacji, kiedy E.I tylko 50 kg) i dodanie zagłówka do siedzenia pilota, co bardzo pomagało pilotowi lecącemu w otwartej kabinie bez owiewki, narażonemu na ciągłe działanie strug powietrza przy średniej prędkości ponad 100 km/h.
Prawdziwą przewagę nad samolotami używanymi przez Ententę w tym okresie (rok 1915) dawał pilotowi Fokkera E.II synchronizator pozwalający na strzelanie z pojedynczego karabinu maszynowego Spandau lMG 08  pomiędzy łopatami pracującego śmigła, bez obaw o jego uszkodzenie. Konstrukcja myśliwców tego okresu nie pozwalała jeszcze na umieszczenie karabinów maszynowych w skrzydłach, więc w zamian karabiny maszynowe musiały być umieszczane na górnej powierzchni płata dwupłatowców (co jednak było powodem dużych trudności z przeładowywaniem i celowaniem) lub w kabinie strzelca/pilota umieszczonej przed śmigłem (konstrukcje ze śmigłami pchającymi). Mimo wprowadzenia do produkcji E.II, Fokkery E.I były produkowane równolegle z nimi. Wynikało to z ograniczonej dostępności 100 konnych silników. Wobec tego to, czy kadłub samolotu w hali produkcyjnej kończył jako Fokker E.I czy Fokker E.II, zależało od dostępnego aktualnie silnika. Już po wprowadzeniu E.II okazało się, że podjęta przy okazji konstrukcji E.I decyzja o skróceniu skrzydeł w celu zwiększenia maksymalnej szybkości była błędna – traciła na tym manewrowość i zdolność wznoszenia samolotu. W związku z tym na bazie E.II opracowano nową wersję myśliwca – Fokkera E.III. Do grudnia 1915 roku, czyli momentu wprowadzenia do produkcji E.III, wyprodukowano 49 Fokkerów E.II, z czego 45 zostało wysłanych na front zachodni. Te E.II, które w wyniku uszkodzeń wymagały napraw w fabryce, były potem przerabiane na E.III.

## Opis konstrukcji
Fokker E.II to średniopłat z kadłubem o przekroju prostokątnym, zwężającym się ku tyłowi, z usterzeniem pozbawionym ruchomych części – sterowanie odbywało się poprzez wychylenie całej powierzchni statecznika poziomego lub pionowego. Skrzydła pozbawione były lotek, a dzięki elastycznej strukturze sterowanie odbywało się poprzez kontrolowaną zmianę (skręcenie) profilu skrzydła za pomocą linek przechodzących przez przednią część kokpitu. Szkielet kadłuba, który tworzyła kratownica spawana z rur stalowych usztywniana drutem, pokryty był głównie płótnem – jedynie przednia część kadłuba przed kabiną pilota i większa część silnika pokryta była blachą duralową. Skrzydła były prostokątne, dwudźwigarowe, o szkielecie drewnianym krytym płótnem, usztywnione za pomocą linek mocowanych do charakterystycznych kozłów umieszczonych nad i pod kadłubem. Podwozie przednie stałe również oparte było na spawanych metalowych rurach, z tyłu zastosowano płozę ogonową. Samolot był dość prymitywną konstrukcją, nie posiadał nawet przepustnicy pozwalającej na regulowanie obrotów silnika, a brak lotek znacznie ograniczał jego manewrowość. Ponieważ samolot nie posiadał mechanicznej pompy paliwa, pilot co około 10 minut musiał podpompowywać paliwo ręcznie.

## Działania bojowe
Fokkery E.II były używane głównie do ochrony własnych lotnisk i strącania maszyn zwiadowczych nieprzyjaciela. Wynikało to m.in. z zakazu zapuszczania się tymi samolotami nad terytorium wroga wydanego przez niemieckie dowództwo – chodziło o to, aby synchronizator nie wpadł w ręce państw Ententy. Dopiero następca tego samolotu, Fokker E.III, był używany do formowania pierwszych niemieckich eskadr myśliwskich.  Mimo niedostatków E.II i kolejnych jednopłatowców konstrukcji Fokkera, w początkowym okresie wojny piloci niemieccy latający na tych maszynach odnosili duże sukcesy, zestrzeliwując prawie każdą maszynę wrogą, jaka znalazła się w ich zasięgu. Doprowadziło to do uzyskania przez Niemców zdecydowanej przewagi powietrznej na zachodnim froncie w okresie pomiędzy sierpniem 1915 i marcem 1916. Okres ten został nazwany w prasie brytyjskiej „biczem Fokkera”. Koniec zdecydowanego panowania Niemców w powietrzu przyniosło dopiero szersze wprowadzenie do walki przez Brytyjczyków samolotów Royal Aircraft Factory F.E.2b i Airco DH.2, a przez Francuzów niewielkiego Nieuport 11. Myśliwce te ciągle nie miały synchronizatora, ale ich właściwości manewrowe pozwoliły na skuteczną walkę z ówczesnymi Fokkerami.